# ベルコフ・プレミアAT18
ベルコフ・プレミアAT18（Berkhof Premier AT 18）は、オランダのバス車両メーカーであるVDLベルコフ・ヘーレンフェーン（現：VDLバス・アンド・コーチ）、通称「ベルコフ（Berkhof）」が開発・展開したトロリーバス車両。同社が展開していたバスブランド「プレミア」の1車種で、ドイツとオランダのトロリーバス路線に導入された。

## 概要
全長18 mの連節式車両で、車内は後部や一部座席を除いて床上高さ340 mmの低床構造となっている他、エアサスペンションにより停止時に床上高さを下げる事が可能である。車体はスケルトン構造を取り入れたステンレス鋼で組み立てられ、外板はガラス繊維強化プラスチックを用いる事でメンテナンス頻度を抑えている。運転台はドイツ交通事業者連盟の要綱に基づいた設計になっており、基本的な機器配置は路線バスと同様となっている。電気システムはが設置を担当しており、シュコダ製の主電動機により前方から2番目の車軸が駆動され、後部の車軸が強制操舵される。また、緊急時や架線が無い区間の走行に備えて出力80 kWのディーゼルエンジンや発電機が搭載されている。

## 運用
最初の試作車となった2両は1998年にオランダの都市・アーネムのトロリーバス（アーネム・トロリーバス）へ導入され、同年11月から営業運転に投入された。初期故障を始めとした技術的問題のため長期に渡る運行離脱も起きたものの、同年に実施された、アーネムとドイツの都市・ゾーリンゲンのトロリーバス（ゾーリンゲン・トロリーバス）の運営事業者による新型トロリーバスの入札をベルコフは獲得し、プレミアAT18の量産が行われる事となった。導入は2000年代に実施され、アーネムには同年から2001年に10両、翌2022年に10両、合計20両が導入された一方、ゾーリンゲンには2001年から2002年にかけて15両が導入された。これにより、両都市で残存していた旧型車両の置き換えが実施された。
以降、プレミアAT18は両都市の主力車両として使用されたが、2010年代からは新型車両導入による置き換えが進められ、アーネムでは2015年から2017年の間に、ゾーリンゲンからは2023年までに営業運転を終了した。一方、アーネムで使用されていた車両のうち17両についてはリトアニアの都市・カウナスのトロリーバス（カウナス・トロリーバス）への譲渡が実施されている他、両都市のトロリーバスに関連した保存協会による保存車両がアーネムに1両、ゾーリンゲンに1両現存する。

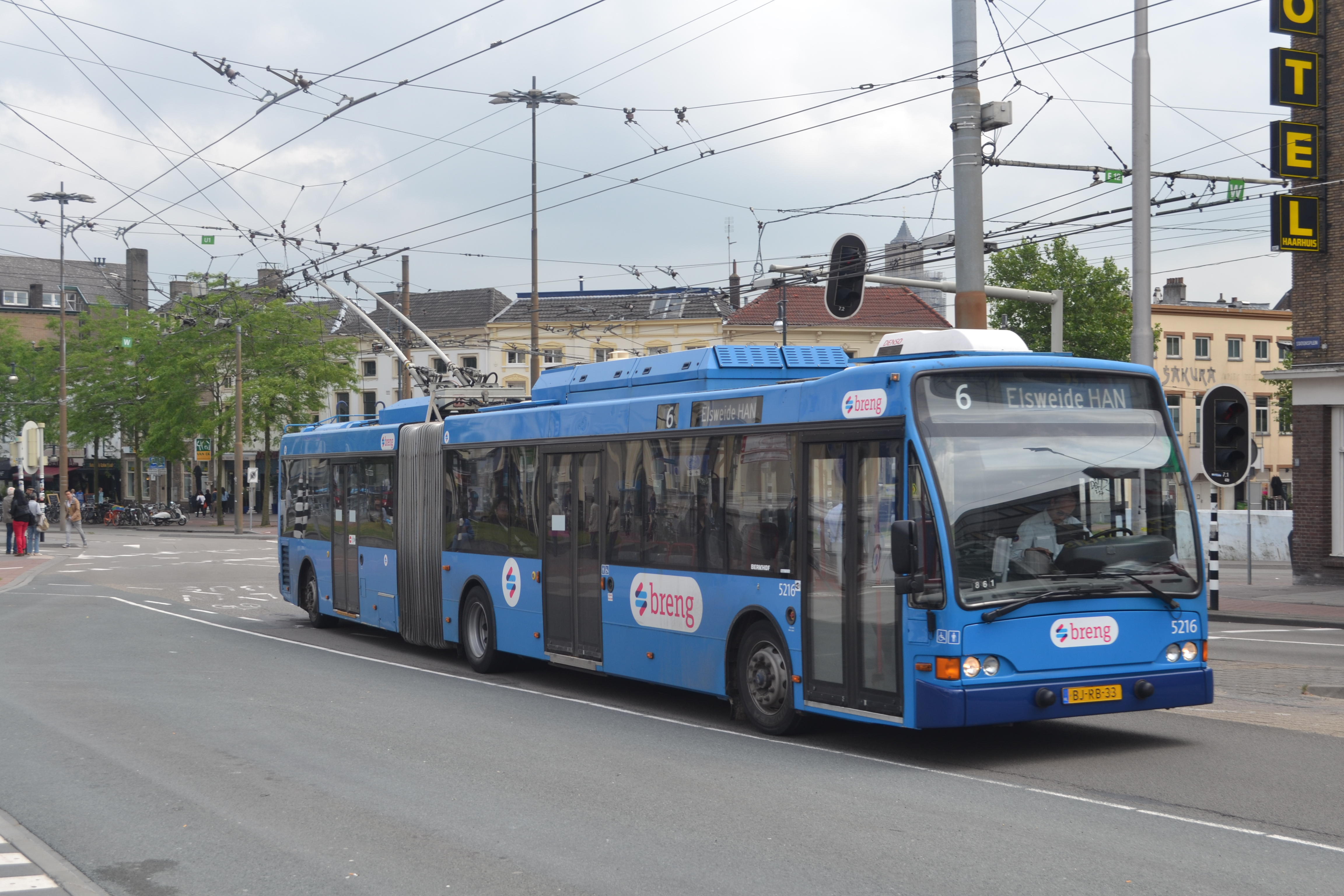
アーネム（2013年撮影）
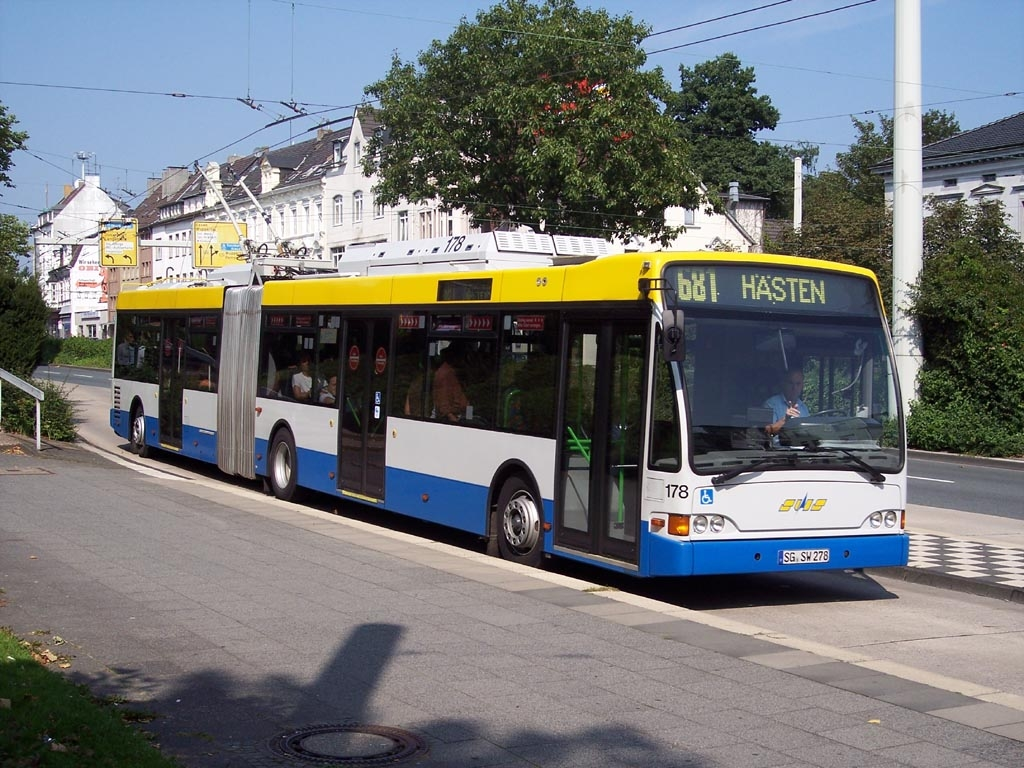
ゾーリンゲン（2005年撮影）
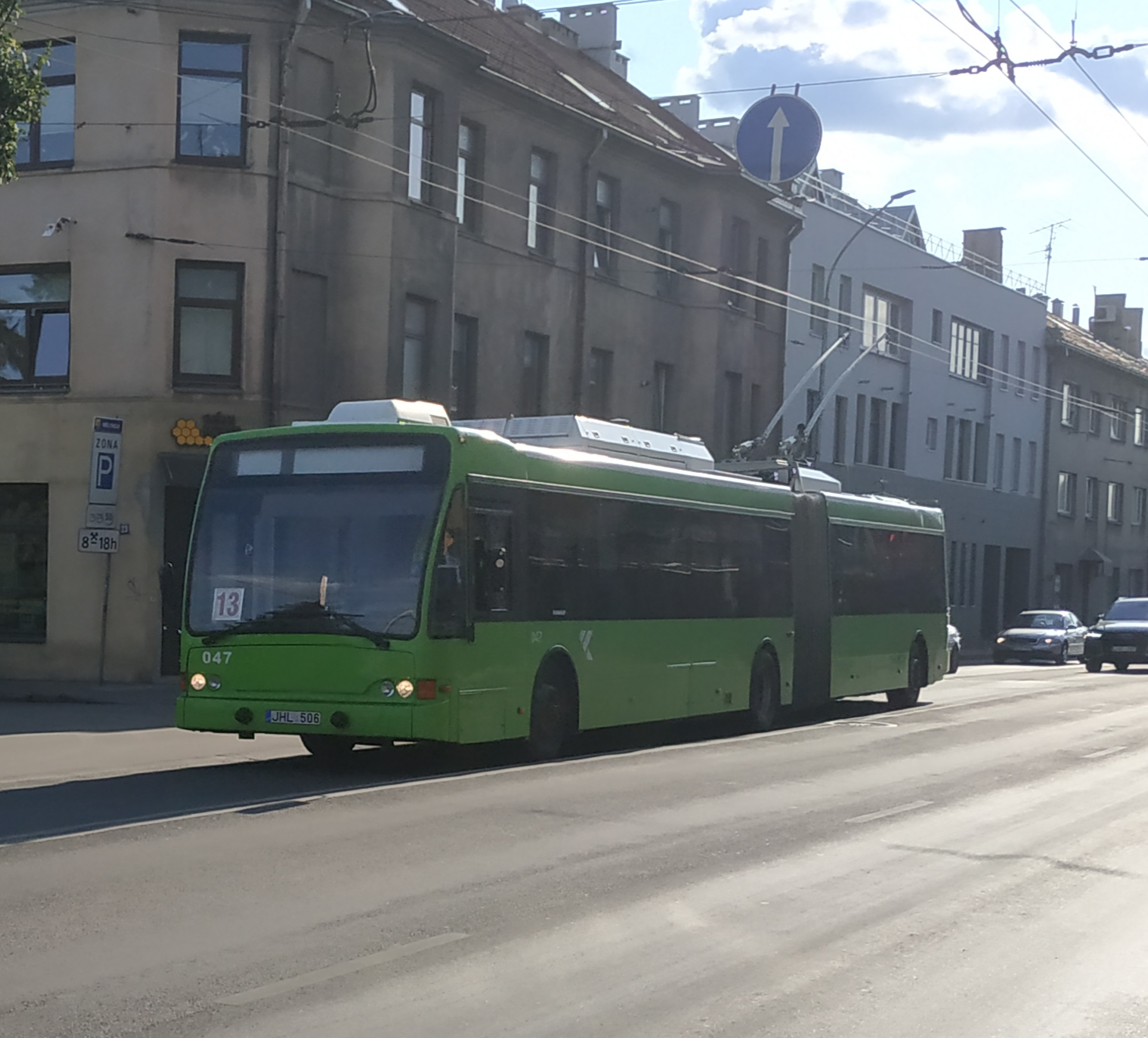
カウナス（2019年撮影）